# ツノシャチウオ
ツノシャチウオ（学名：Hypsagonus quadricornis）は、カサゴ目トクビレ科に属する魚類の一種。

## 分布
北日本海、オホーツク海、ベーリング海、北アメリカ西岸に分布する。

## 特徴
体長15cm。体色は灰褐色で、体側に暗色の横帯がある。第1背鰭は8-11棘、第2背鰭は5-7軟条。
水底に生息する。

## 近縁種
- アツモリウオ Hypsagonus proboscidalis (Valenciennes)

富山湾以北の日本海、オホーツク海に分布。
- クマガイウオ Hypsagonus jordani (Jordan et Starks)

釜石以北、北海道、日本海、樺太に分布。